# 獨立品
獨立品　(英語：Independent goods) 　，為一經濟學名詞，指需求的交叉彈性為零的財貨。財貨的需求及價格變化將不會影響到其他需求的獨立品。

財貨X的需求及價格變化將不會影響到財貨Y之需求

現有A與B兩種財貨，A為獨立品的情形會有兩種。
- 第一種： A 和B 完全獨立，不存在價格變化將會影響到對方。電腦與冷氣機之間的關係就屬於此類。
- 第二種：儘管電腦與冷氣機從功能上講是獨立的，但電腦的需求及價格變化有可能引起冷氣機的需求，而冷氣機的需求及價格變化不會影響到電腦的需求狀況。換句話說，電腦對冷氣機  的影響關係是單方面的，冷氣機  則不會影響電腦，那麼電腦相對冷氣機而言仍是獨立品。

## 相關主題
- 替代品
- 互补品